# HusCompagniet
HusCompagniet A/S er Danmarks største producent af typehuse og enfamiliehuse. 
HusCompagniet har salgskontorer og showrooms i Aalborg, Herning, Aarhus, Esbjerg, Kolding, Odense, Ringsted, og Virum i Danmark. I foråret 2025 genåbner HusCompagniet desuden kontor og showroom i Horsens.  

## Historie
HusCompagniet er grundlagt i 1972 og har siden bygget mere end 28.500 huse. I 2020 blev HusCompagniet børsnoteret. Hvert år sælger HusCompagniet mere end 1400 huse, hvilket gør dem til den største producent af typehuse og enfamiliehuse i Danmark. Hovedparten af deres virksomhed er placeret i Danmark med 8 kontorer rundt om i landet. Siden år 2010 HusCompagniet været aktiv på det svenske marked. Fra fabrikken HusCompagniet Production i Esbjerg samt fabrikken i Vårgårdahus i Sverige leverer HusCompagniet både komplette rækkehusprojekter og elementer i træ til både professionelle og private ejendomsudviklere og investorer.
HusCompagniet har også brandet FORMIUM, som tegner, projekterer og udvikler arkitekttegnede liebhaverboliger. FORMIUM blev lanceret som selvstændigt brand i 2024 efter at have eksisteret som specialafdeling i 13 år.  
HusCompagniet har over 300 ansatte, og havde i 2014 en omsætning på 1,8 mia. kr.
I juli 2015 blev HusCompagniet overtaget af svenske EQT Partners, en af Europas største kapitalfonde.
HusCompagniet vandt i 2017 prisen som Årets Husbygger for 5. år i træk.

## Hustyper
HusCompagniet leverer 1-plans, 1,5-plans, 2-planshuse, rækkehuse til private samt rækkehuse til investorer.